# Rudolf Röttger
Rudolf Röttger (* 21. Juli 1833 in Braunschweig; † Ende Juli 1896 in Mainz) war ein deutscher Offizier, Schriftsteller und Erfinder.

## Leben
Rudolf Röttger wurde 1833 als Sohn eines Antiquars und Kunsthändlers in Braunschweig geboren. Er besuchte bis 1848 das dortige Gymnasium und ging anschließend mit einem Verwandten nach Brasilien. Als Mitglied des deutschen Fremdenkorps nahm er an mehreren Kriegshandlungen teil, die den Sturz des argentinischen Diktators Juan Manuel de Rosas zum Ziel hatten. Röttger unterrichtete als Offizier anschließend zwei Jahre an höheren Lehranstalten in Porto Alegre und kehrte 1854 nach Europa zurück. Dort lebte er zunächst in Paris und trat im Februar 1855 als Offizier des 38. Infanterieregiments in österreichische Dienste. Er lehrte an der Genieakademie in Klosterbruck (heute Teil der Stadt Znojmo, Mähren) und wurde Ende 1859 österreichischer Militärvertreter im spanischen Hauptquartier in Marokko. Er kehrte im Juni 1860 nach Österreich zurück und quittierte Anfang der 1860er Jahre den Militärdienst.
Röttger heiratete eine italienische Sängerin, die er auf zahlreichen Reisen durch Europa begleitete. Er lebte von 1866 bis 1870 in Paris, das er nach Kriegsausbruch verlassen musste. Er ließ sich anschließend dauerhaft in Mainz nieder, wo er die Redaktion des Tageblattes und nachfolgend des Anzeigers führte. Röttgers schriftstellerischer Tätigkeit entstammen die Romane Der Jettatore, Das verschwundene Dokument, die Satire Deutscher Schwerspath und die in Argentinien angesiedelte Erzählung Blancos und Colorados. Daneben erschienen mehrere Novellen in verschiedenen Zeitungen. Röttger befasste sich auch mit naturwissenschaftlichen Fragen und war als Erfinder tätig. So erfand er eine neue, besonders empfindliche Magnetnadel. Seine Publikationen über Meteorologie und Erdbeben fanden in der Fachwelt nicht die von ihm erwartete Anerkennung.
Röttger schied Ende Juli 1896 im Alter von 63 Jahren freiwillig aus dem Leben.

## Schriften (Auswahl)
- anonym: Die deutsche Volksbewaffnung. Frankfurt am Main 1862.
- La force des forces. 1869.
- Deutscher Schwerspath. 1877.
- Das verschwundene Dokument. 1879.
- Der Jettatore. 1879.
- Die ausserordentliche Witterung des Jahres 1879. 1880.
- Das Wetter und die Erde. Eine Witterungskunde nach neuen Grundsätze und Entdeckungen. Hermann Costenoble, Jena 1885.
- Erdbeben. 1889. In: Sammlung gemeinverständlicher wissenschaftlicher Vorträge. Neue Folge, IV. Serie, Hamburg 1890, S. 43–84.
- Blancos und Colorados. 1891.